# 穴橋町
穴橋町（あなはしちょう）は、愛知県春日井市の地名。

## 地理
春日井市中央部に位置する。東は下市場町、南は熊野町、北は篠木町に接する。

### 学区
市立小・中学校に通う場合、学区は以下の通りとなる。また、公立高等学校に通う場合の学区は以下の通りとなる。
| 番・番地等 | 小学校               | 中学校               | 高等学校 |
| ---------- | -------------------- | -------------------- | -------- |
| 1丁目1     | 春日井市立篠木小学校 | 春日井市立東部中学校 | 尾張学区 |
| 1丁目2以降 | 春日井市立篠原小学校 | 春日井市立東部中学校 | 尾張学区 |
| 2丁目      | 春日井市立篠原小学校 | 春日井市立東部中学校 | 尾張学区 |
| 3丁目      | 春日井市立篠原小学校 | 春日井市立東部中学校 | 尾張学区 |

### 河川
- 地蔵川[1]
- 内津川[1]

## 歴史

### 人口の変遷
国勢調査による人口および世帯数の推移。
| 1995年（平成7年）  | 455世帯 1477人 |  |
| 2000年（平成12年） | 608世帯 1891人 |  |
| 2005年（平成17年） | 706世帯 2084人 |  |
| 2010年（平成22年） | 785世帯 2146人 |  |
| 2015年（平成27年） | 795世帯 2039人 |  |
| 2020年（令和2年）  | 839世帯 2046人 |  |

## 交通
- 愛知県道篠木尾張旭線[1]

## 施設
- 春日井市立東部中学校[1]

### WEB
1. ↑  “愛知県春日井市の町丁・字一覧”.   人口統計ラボ. 2021年8月15日閲覧。
2. 1 2  総務省統計局 (2022年2月10日). “令和2年国勢調査の調査結果(e-Stat) - 男女別人口，外国人人口及び世帯数－町丁・字等” (CSV). 2023年8月2日閲覧。
3. ↑  “愛知県春日井市の郵便番号一覧”.   日本郵便. 2023年10月20日閲覧。
4. ↑  “市外局番の一覧” (PDF).   総務省 (2022年3月1日). 2022年3月22日閲覧。
5. ↑  “学区リスト（町名順）” (PDF).   春日井市. 2023年10月30日閲覧。
6. ↑  “平成29年度以降の愛知県公立高等学校（全日制課程）入学者選抜における通学区域並びに群及びグループ分け案について”.   愛知県教育委員会 (2015年2月16日). 2019年1月14日閲覧。
7. ↑  総務省統計局 (2014年3月28日). “平成7年国勢調査の調査結果(e-Stat) - 男女別人口及び世帯数 －町丁・字等” (CSV). 2021年7月20日閲覧。
8. ↑  総務省統計局 (2014年5月30日). “平成12年国勢調査の調査結果(e-Stat) - 男女別人口及び世帯数 －町丁・字等” (CSV). 2021年7月20日閲覧。
9. ↑  総務省統計局 (2014年6月27日). “平成17年国勢調査の調査結果(e-Stat) - 男女別人口及び世帯数 －町丁・字等” (CSV). 2021年7月21日閲覧。
10. ↑  総務省統計局 (2012年1月20日). “平成22年国勢調査の調査結果(e-Stat) - 男女別人口及び世帯数 －町丁・字等” (CSV). 2021年7月21日閲覧。
11. ↑  総務省統計局 (2017年1月27日). “平成27年国勢調査の調査結果(e-Stat) - 男女別人口及び世帯数 －町丁・字等” (CSV). 2021年7月21日閲覧。

### 書籍
1. 1 2 3 4 5 6  「角川日本地名大辞典」編纂委員会 1989, p. 1646.